# آبشار گنج‌نامه
آبشار گنج‌نامه با ۱۲ متر ارتفاع در منطقه نمونه گردشگری الوند و در پنج کیلومتری غرب همدان کنار کتیبه‌های گنج‌نامه قرار دارد. این آبشار دارای آب دائمی است و در زمستان‌ها نیز در جریان است. دبی متوسط آب این آبشار ۲۰۰ لیتر در ثانیه است که از درهٔ عباس‌آباد و گنج‌نامه می‌گذرد.البته دبی طبیعی این آبشار کمتر از ۱۰ لیتر است که با منحرف کردن آب کنار گذر از بالا دست، دبی آن افزایش پیدا کرده است.این آبشار در منطقه یک شهر همدان قرار گرفته است.
در روزهای سرد زمستان، پیرامون آبشار یخ می‌بندد از این‌رو، قندیل‌هایی در سراسر دره دیده می‌شود.
این آبشار هر سال، شمار بالایی از بازدیدکنندگان را به آن‌جا می‌کشاند. یخ‌نوردان در آن هنگام برای بالا رفتن از دیواره‌های یخی، راهی درهٔ عباس‌آباد می‌شوند.
آبشار گنجنامه همدان از چشمه ها و رودهای کوه الوند سرچشمه گرفته و در رودخانه پایین فرو می‌ریزد. اطراف این آبشار به دلیل وجود کوه های صخره ای، صخره نوردان را جذب خودش می کند.
در دوره هخامنشیان آب این آبشار، بسیار مورد احترام و تقدس بوده است وبه همین دلیل کتیبه های گنجنامه را در این محل و نزدیک به آن روی کوه، حجاری کردند.

## ثبت در فهرست میراث طبیعی ایران
آبشار گنج‌نامه بیست‌ویکمین اثر طبیعی ملی است که توسط سازمان میراث فرهنگی در ۱۵ دی ۱۳۸۷ در فهرست میراث طبیعی ایران قرار گرفت.